# Schösser (Beruf)
Die Aufgabe des Schössers (auch: Schosser) oder Amtsschössers war im Spätmittelalter und in der frühen Neuzeit das Eintreiben des Schosses (Steuer). Seine Aufgabe war es auch, das Schossregister zu führen.
Amtsschösser und Amtmann wurden in kleineren Ämtern oft in Personalunion geführt.
In Johann Sebastian Bachs Bauernkantate findet man zum Schösser im Text von Picander als Recitativ und Arie für Bass:

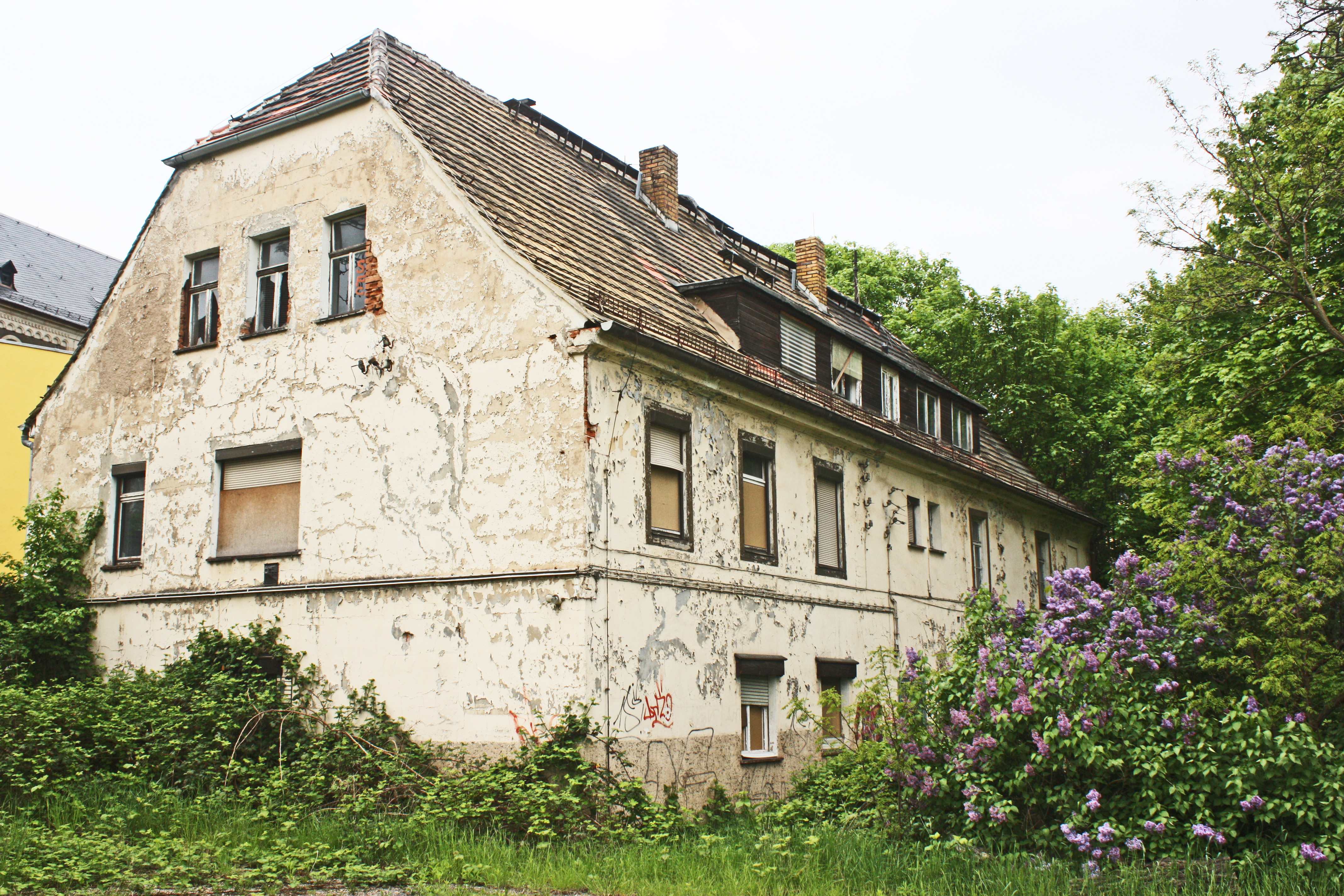
Schösserhaus des ehemaligen Rittergutes Kleinzschocher. Die Kantate entstand zu einem Besitzerwechsel des Gutes und der angesprochene Schösser wohnte in diesem Hause.

Der Herr ist gut: Allein der Schösser,

Das ist ein Schwefelsmann,

Der wie ein Blitz ein neu Schock strafen kann,

Wenn man den Finger kaum ins kalte Wasser steckt.

Ach, Herr Schösser, geht nicht gar zu schlimm

Mit uns armen Bauersleuten üm!

Schont nur unsrer Haut;

Fresst ihr gleich das Kraut

Wie die Raupen bis zum kahlen Strunk,

Habt nur genung!